# Sommerschafweide im Bental
Die Sommerschafweide im Bental ist ein vom Landratsamt Münsingen am 31. Mai 1955 durch Verordnung ausgewiesenes Landschaftsschutzgebiet auf dem Gebiet der Gemeinde Römerstein.

## Lage
Das nur 4,8 Hektar große Landschaftsschutzgebiet liegt etwa zwei Kilometer südlich des Ortsteils Böhringen und zwei Kilometer südwestlich des Ortsteils Zainingen im Gewann Frühmeßacker auf einem Geländevorsprung am rechten Talhang des Bentals. Es gehört zum Naturraum Mittlere Kuppenalb.

## Landschaftscharakter
Das Landschaftsschutzgebiet ist weitgehend bewaldet. Der Waldbestand ist im Norden lockerer und lässt noch die Struktur einer Schafweide erkennen. Im Süden fällt das Gelände steil zum Fischbach hin ab. Der Hang wird von Blockwald bedeckt.

## Zusammenhängende Schutzgebiete
Das Gebiet liegt in der Pflegezone des Biosphärengebiets Schwäbische Alb. Südöstlich grenzen das FFH-Gebiet Münsinger Alb und das Vogelschutzgebiet Mittlere Schwäbische Alb an.